# مکتب خرابات
مکتب خرابات یکی از اولین نهادهای آموزش موسیقی در دورهٔ معاصر در افغانستان بود که توسط کسانی مثل قاسم افغان، استاد غلام حسین، قربان علی خان و پیاراخان برای تدریس موسیقی در کابل تأسیس شد. بسیاری از موسیقی‌دانان معاصر افغانستان از جمله محمدحسین سرآهنگ و عبدالمحمد هماهنگ از دانش‌آموختگان این مکتب هستند.

## برای مطالعهٔ بیشتر
- کلیات در موسیقی و ادبیات دری: ‏بازشناسی نظام آموزشی موسیقی سنتی افغانستان و همسایه‌گان از اوایل عهد اسلامی تا استیلای مکتب خرابات (سده‌های سوم تا چهاردهم هجری)، اسدالله شعور، انتشارات سعید، ۲۰۱۱